# Gerini
I Gerini sono una famiglia patrizia di Firenze, tuttora esistente, che ottenne il titolo di marchese.

## Storia
Dai primi del Trecento sono ricordati tra gli speziali di Firenze e nel secolo successivo, sull'onda dei successi economici fiorentini, si avventurarono con buoni esiti nel commercio internazionale, soprattutto con l'Oriente, di stoffe ed altri prodotti pregiati, col cui ricavato venivano poi importate costose spezie.
Agli inizi del Cinquecento si dedicarono anche alle attività bancarie, aprendo un "banco" coi Corsini, che aveva una sede anche a Londra.
La famiglia, nel frattempo già molto ramificata, spiccò soprattutto col ramo di Girolamo Gerini, Gonfaloniere di Giustizia nel 1499. Suo nipote Andrea sposò una Medici, dalla cui unione nacque Carlo.
Carlo Gerini entrò nelle grazie del cardinale Carlo de' Medici, che lo aiutò ad accrescere il proprio potere e la ricchezza familiare fin quando non ottenne il titolo marchionale da Filippo IV di Spagna, dopo aver acquistato vasti territori in Abruzzo.
Tra i suoi discendenti Pierantonio raggiunse alti gradi nell'esercito toscano sotto Cosimo III de' Medici, e fu incaricato da quest'ultimo di sorvegliare da vicino l'inquieto granprincipe Ferdinando.

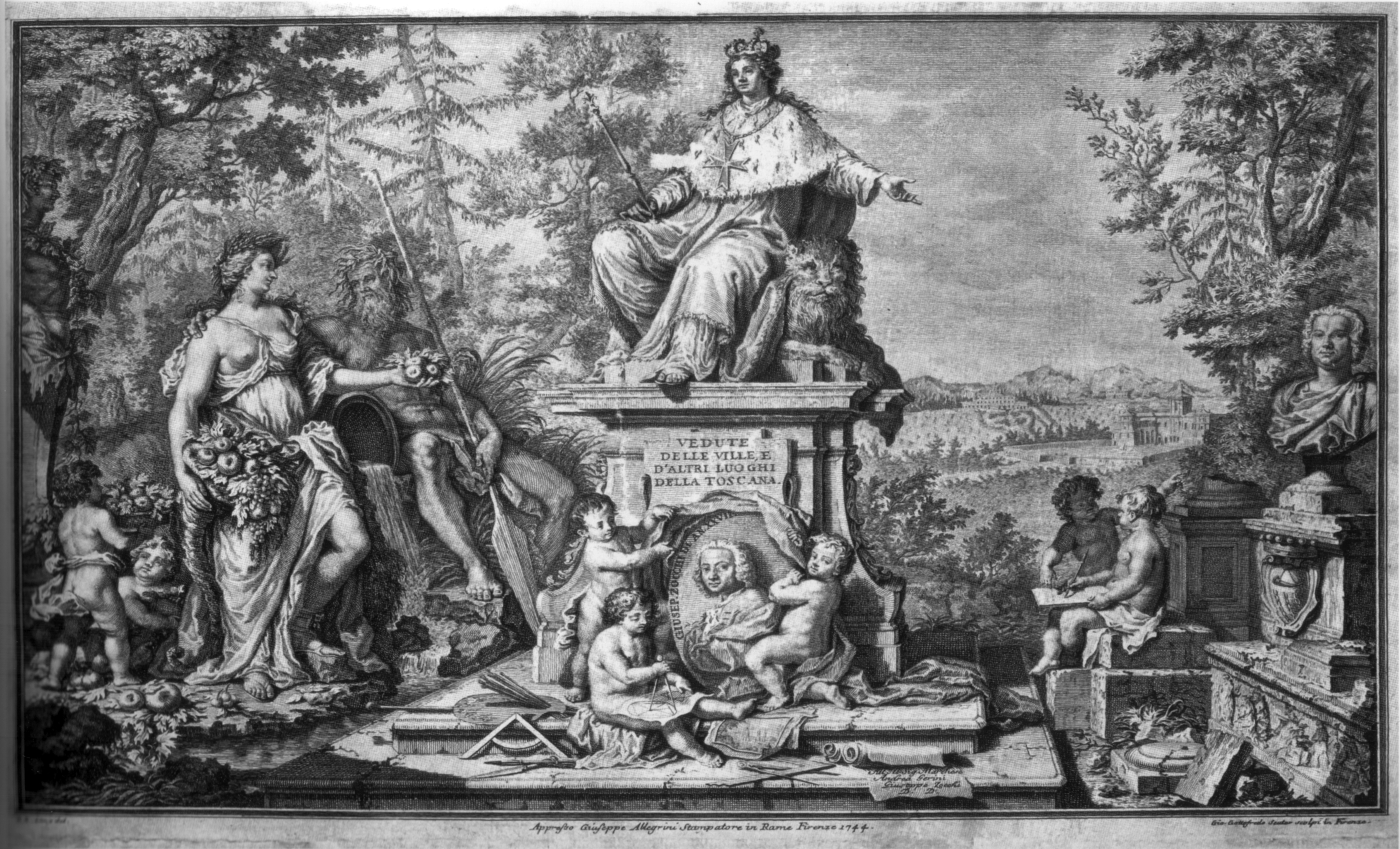
Giuseppe Zocchi, frontespizio delle Vedute delle ville e d'altri luoghi della Toscana, con dedica al marchese Andrea Gerini

Nel Settecento il marchese Andrea Gerini fu attivo promotore dell'arte, ad esempio finanziando la pubblicazione delle stampe delle Vedute delle ville e d'altri luoghi della Toscana di Giuseppe Zocchi.
Sotto i Lorena furono spesso amministratori e consulenti per la nuova casa regnante. Si prodigarono per oliare la concessione di riforme liberali e furono vicini a papa Leone IX, che fu ospite di palazzo Gerini e della loro villa Le Maschere. Nei primi del '900 Gerino Gerini fu senatore del Regno.

## Stemma
Troncato, nel primo d'oro al corno da caccia di rosso, nel secondo di rosso, a tre catene d'oro poste in banda. Il motto familiare è coelum non animum muto ("cambio il cielo ma non l'animo"), da un verso di Orazio.

## Dimore
- Palazzo Gerini (Firenze)
- Palazzo Fioravanti-Gerini (Firenze)
- Palazzo Barbolani di Montauto-Gerini (Firenze)
- Villa Cristina (Firenze)
- Villa Il Poggio di Villamagna (Firenze)
- Villa Il Palagio di Rimaggio (Firenze)
- Villa Le Maschere (Barberino di Mugello)
- Villa Gerini di Colonnata (Sesto Fiorentino)
- Villa Gerini (Borgo San Lorenzo)